# Radio libre
Pour les articles homonymes, voir Radio libre (homonymie).
Ne doit pas être confondu avec Radio pirate.

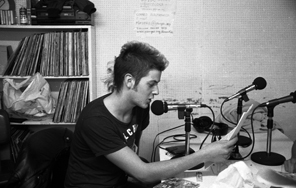
Studio de Radio Bronka en 1996

On appelle radios libres les stations radiophoniques indépendantes et à caractère non commercial. Le terme, quoique fort proche, est à distinguer des radios pirates, qui émettent de façon illégale, et des radios communautaires ciblant un public précis (communauté géographique ou ethnique par exemple).
Le concept de radio libre, initialement synonyme de celui de radio pirate, est un mouvement entraîné par les radios émettant clandestinement dans les années 1970 en Europe, pour revendiquer la liberté d'expression et la fin des monopoles d'État dans le domaine de la radiodiffusion et de la télévision. Les radios libres devenues légales, telles celles qui émettaient en France avant la fin du monopole en 1981, ne sont dès lors plus des radios pirates.

## Historique
Le terme a continué à être revendiqué ensuite par un certain nombre de radios associatives non commerciales, très variées, héritières et continuatrices de ce mouvement, sur un maillage national foisonnant (couvrant des périmètres relativement modestes). La fin de cette mouvance s'est traduite par l'apparition de nouvelles stations de radio, commerciales, émettant à une plus grande échelle, mais sans engagement social.
On peut étendre cette notion aux radios qui émettaient en Europe avant l'institution des monopoles d'État, à la fin de la Seconde Guerre mondiale. Par exemple, en France, ce monopole d'État est intervenu en 1944.

## Dans la culture
- La répression par Valéry Giscard d'Estaing des radios libres Lorraine cœur d'acier et Radio-Quinquin, sur fond de désindustrialisation forcée, sert de toile de fond au téléfilm policier de 2020 Les Ondes du souvenir, succès populaire avec une audience leader de 5,4 millions de téléspectateurs[1].
- Une journée dans les studios de la radio libre Carbone 14 est filmée dans le documentaire Carbone 14 le film.